# Karaula (prijevoj)
Karaula je planinski prijevoj u Bosni i Hercegovini.
Nalazi se na 910 metara nadmorske visine. Preko prijevoja vodi magistralna cesta M18 Tuzla - Sarajevo odnosno poddionica Kladanj – Podpaklenik. Zbog skupog održavanja i otežanih uvjeta vožnje izgrađen je tunel Karaula dug 902 metra ispod prijevoja u sklopu projekta modernizacije cesta Federacije BiH.